# Céramique impressionniste

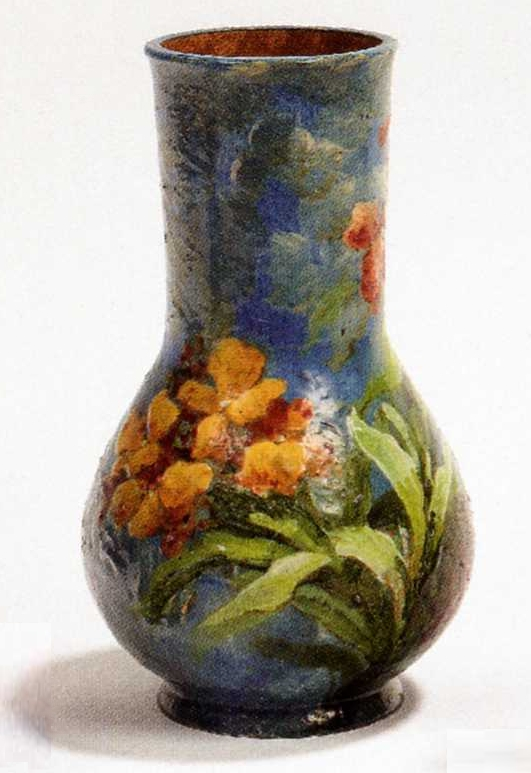
Vase à décor de barbotine de la Manufacture Eugène Schopin (XIXe siècle), localisation inconnue.

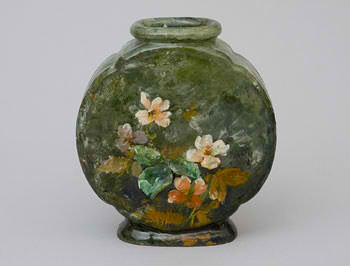
Vase à décor de barbotine colorée par Ernest Chaplet, Paris, manufacture Haviland, localisation inconnue.

La céramique impressionniste, s'appliquant généralement à la peinture à la barbotine ou « gouache vitrifiable », est un genre de décoration picturale sur céramique apparu à la fin du XIXe siècle, dérivant du procédé de la pâte-sur-pâte montée au pinceau ou insculptée, mis au point à Sèvres.
Les poteries ou faïences décorées à la barbotine ou à la demi-barbotine ont été produites par de nombreuses manufactures et ateliers artisanaux : l'Atelier d'Auteuil, la Faïencerie de Lunéville-Saint-Clément Keller & Guérin, Marlotte, Montigny-sur-Loing, Gien, Longwy, Sarreguemines, Vallauris, etc. De nombreux artistes de la fin du XIXe et du début du XXe siècle ont participé à cette aventure plastique, entre autres, les peintres Barnoin, Ernest et Eugène Carrière, Clairin[Lequel ?], Émile Gallé, Emmanuel Kilbert, Martinus Kuytenbrouwer, Félix Lafond, Landry, Léon Parvillée, Alfred Renaudin, Charles Rudhart, Ernest Quost, Carl Schuller et le sculpteur Jean-Paul Aubé.

## Historique
Au tournant des XIXe et XXe siècles, les villages de Montigny-sur-Loing et de Marlotte sont les lieux de séjour de nombreux peintres comme Corot (1796-1875), Eugène Thirion (1839-1910), Adrien Schulz (1851-1931), Numa Gillet (1868-1940) et Lucien Cahen-Michel (1888-1980), tous attirés par la qualité des paysages et de la lumière.
Lorsque Eugène Schopin fonde en 1872 une fabrique de céramique à Montigny-sur-Loing, il collabore avec ces peintres pour créer une gamme de modèles inspirés de l'impressionnisme et décorés suivant les nouvelles exigences du public.
Plusieurs fabriques de céramiques se développeront autour de ce courant impressionniste. Les plus renommées, comme celle de Georges Delvaux (1834-1909), d'Albert Boué (1862-1918) et Charles Alphonse Petit (1862-1927), produiront jusqu'en 1922. D'autres manufactures, comme celle de Théodore Lefront à Fontainebleau, collaboreront avec les artistes et céramistes de Montigny.
Simultanément, l’atelier parisien d’Auteuil, laboratoire expérimental de la manufacture Haviland de Limoges, dirigé par le graveur Félix Bracquemond, produit, de 1872 à 1881, des faïences décorées à la barbotine par des peintres issus des cercles impressionnistes. Émile Mousseux se consacrera de son côté au grès. Une plaque apposée sur la mairie de Bourron-Marlotte lui rend hommage.
Vers 1878, la manufacture d'Huard de Longwy confie au céramiste Charles Rudhard le soin de diriger son atelier d'art dont le peintre majeur est Emmanuel Kilbert. Eugène Carrière, alors au faîte de sa gloire, y réalise aussi des portraits de grande qualité. On y exécute également des grandes compositions murales et quelques rares barbotines sur porcelaine tendre.
À Marlotte, sœur jumelle de Montigny-sur-Loing, plusieurs artistes travaillèrent la céramique d'Art dont Jean Renoir, dans sa propriété de la rue Murger — avant d'entamer une carrière de cinéaste — pendant deux ans, avec Louis Baude qui s'installa ensuite à Montigny-sur-Loing, mais aussi Émile Lessore qui eut son heure de gloire en travaillant pour une faïencerie anglaise depuis son domicile de Marlotte.
La plus connue est, sans doute, la faïencerie d'Art de Marlotte créée par le potier Émile Mousseux et le peintre impressionniste Aristide Bézard.

## Technique
Le style impressionniste est directement lié à la technique de la barbotine. Cette technique utilise un engobe, pâte délayée et teintée aux oxydes, mise au point au milieu du XIXe siècle par la Manufacture de Sèvres pour décorer la porcelaine.
Il s'agit d'un revêtement décoratif terreux originellement cru — argile sous forme liquide de barbotine, très répandue dans le dernier quart du XIXe siècle après avoir été adaptée à la faïence par Ernest Chaplet, sur forme crue mais non sèche —, ou cuit — argile cuite broyée fin, agglomérée par un liant vitreux, forme plus aboutie permettant de travailler sur biscuit sans risque d'écaillage —. La barbotine est colorée dans la masse par des composés métalliques puis elle est recouverte par une glaçure généralement plombeuse ou alcalino-plombeuse. L'effet produit tend à évoquer la touche en relief de la peinture à l'huile. Cette technique nécessite une grande maîtrise du pinceau et de l'anticipation du rendu des couleurs car ces dernières ne se révèlent qu'à la cuisson. Le procédé exige des artistes confirmés et l'exécution est généralement réservée à des pièces uniques coûteuses. Les décors sont souvent peints sur des formes simples pour éviter une redondance plastique.
En 2011, un atelier[Lequel ?][réf. nécessaire] continuait de fonctionner à Gien et à Longwy dans la manufacture Saint-Jean l'Aigle, dont le laboratoire et l'atelier d'art poursuivaient cette tradition et l'ouvraient à des expressions contemporaines.

## Décors
Les décors sont des thèmes floraux récurrents : anémones, pavots ou roses trémières, posés en une touche épaisse et libre inspirée de l'impressionnisme. Le paysage et les évocations florales sont les sujets principaux généralement interprétés dans un style naturaliste avec une touche impressionniste, toutefois certaines réalisation se détachent par une originalité marginale, comme les portraits en sfumato d'Eugène Carrière, ou les scènes historiques d'Ernest Carrière et de Landry, ainsi que les représentations animalières de Martinus Kuijtenbrouwer ou de Léon Parvillée.
Ce style ne résistera pas cependant au nouvel engouement pour l'Art nouveau, ses formes fluides et ses glaçures irisées.